# 羅曼尼夫卡 (盧甘斯克州)
49°40′10″N 38°56′3″E / 49.66944°N 38.93417°E
羅曼尼夫卡（烏克蘭語：Романівка）是位於烏克蘭東部的村莊，由盧甘斯克州斯瓦托韋區的比洛庫拉基內市鎮負責管轄。該村始建於1793年，面積1.96平方公里，海拔高度127米，2001年人口153，人口密度每平方公里78.1人。